# Anna-Karin Kammerling
Anna-Karin Kammerling, née le 19 octobre 1980 à Malmö, est une nageuse suédoise.

## Palmarès

### Jeux olympiques d'été
- Jeux olympiques d'été de 2004 à Athènes ( Grèce) :
  -  Médaille de bronze du 4 × 100 mètres nage libre

### Championnats du monde

#### En grand bassin
- Championnats du monde 2001 à Fukuoka ( Japon) :
  -  Médaille de bronze du 50 m papillon
- Championnats du monde 2003 à Barcelone ( Espagne) :
  -  Médaille de bronze du 50 m papillon
- Championnats du monde 2005 à Montréal ( Canada) :
  -  Médaille d'argent du 50 m papillon

#### En petit bassin
- Championnats du monde 1999 à Hong Kong ( Chine) :
  -  Médaille d'argent  du 50 m papillon
- Championnats du monde 2000 à Athènes ( Grèce) :
  -  Médaille d'or du relais 4 × 100 m nage libre
  -  Médaille d'or du relais 4 × 100 m 4 nages
  -  Médaille d'argent  du 50 m papillon
- Championnats du monde 2002 à Moscou ( Russie) :
  -  Médaille d'or du 50 m papillon
  -  Médaille d'or du relais 4 × 100 m nage libre
  -  Médaille d'or du relais 4 × 100 m quatre nages
  -  Médaille de bronze du 100 m papillon
- Championnats du monde 2004 à Indianapolis ( États-Unis) :
  -  Médaille d'argent  du 50 m papillon
  -  Médaille d'argent du relais 4 × 100 m nage libre

### Championnats d'Europe

#### En grand bassin
- Championnats d'Europe 1999 à Istanbul ( Turquie) :
  -  Médaille d'or du 50 mètres papillon
- Championnats d'Europe 2002 à Berlin ( Allemagne) :
  -  Médaille d'or du 50 mètres papillon
  -  Médaille de bronze du 100 mètres papillon

#### En petit bassin
- Championnats d'Europe 1998 à Sheffield ( Royaume-Uni) :
  -  Médaille d'argent du 50 mètres papillon
  -  Médaille d'argent 4 × 50 mètres 4 nages
- Championnats d'Europe 1999 à Lisbonne ( Portugal) :
  -  Médaille d'or du 50 mètres papillon
  -  Médaille d'or du 4 × 50 mètres nage libre
  -  Médaille d'or du 4 × 50 mètres 4 nages
  -  Médaille d'argent  du 50 mètres nage libre
- Championnats d'Europe 2000 à Valence ( Espagne) :
  -  Médaille d'or du 50 mètres papillon
  -  Médaille d'or du 4 × 50 mètres nage libre
  -  Médaille d'or du 4 × 50 mètres 4 nages
  -  Médaille de bronze du 50 mètres nage libre
- Championnats d'Europe 2001 à Anvers ( Belgique) :
  -  Médaille d'or du 4 × 50 mètres nage libre
  -  Médaille d'or du 4 × 50 mètres 4 nages
  -  Médaille d'argent du 50 mètres papillon
- Championnats d'Europe 2002 à Riesa ( Allemagne) :
  -  Médaille d'or du 50 mètres papillon
  -  Médaille d'or du 4 × 50 mètres nage libre
  -  Médaille d'or du 4 × 50 mètres 4 nages
  -  Médaille d'argent du 100 mètres papillon
  -  Médaille de bronze du 50 mètres nage libre
- Championnats d'Europe 2003 à Dublin ( Irlande) :
  -  Médaille d'or du 100 mètres papillon
- Championnats d'Europe 2004 à Vienne ( Autriche) :
  -  Médaille d'or du 50 mètres papillon
  -  Médaille d'argent du 50 mètres nage libre
  -  Médaille de bronze du 4 × 50 mètres nage libre
  -  Médaille de bronze du 4 × 50 mètres 4 nages